# Auri
Auri – zespół muzyczny, pochodzący z Finlandii. Ich muzyka opisywana jest jako mieszanka muzyki ludowej, popowej i filmowej. Grupa została założona w 2011.

## Historia
Grupa Auri została założona przez członków zespołu Nightwish: Tuomasa Holopainena i Troya Donockleya, a także przez Johannę Kurkelę.
Nazwa Auri pochodzi od postaci o tej samej nazwie z powieści fantastycznej – (ang. The Kingkiller Chronicle) autorstwa Patricka Rothfussa. Pierwsza piosenka muzyków – Aphrodite Rising powstała w 2011.
Jednak z powodu innych obowiązków członków zespołu prace nad debiutanckim albumem – Auri trwały aż do 2017. Płyta ukazała się 23 marca 2018.
Drugi album zespołu - II - Those We Don't Speak Of został wydany 3 września 2021.

## Skład zespołu[3]
- Johanna Kurkela – śpiew, altówka;
- Tuomas Holopainen – keyboard, głos wspierający;
- Troy Donockley – gitary akustyczne i elektryczne, buzuki, uilleann pipes, aerofon, bodhrán, klawisze, głos wspierający, niskie gwizdy.

## Dyskografia
Albumy studyjne
| Tytuł                             | Dane dot. albumu                                 | Pozycja na liście |
| Tytuł                             | Dane dot. albumu                                 | FIN               |
| --------------------------------- | ------------------------------------------------ | ----------------- |
| Auri                              | - Data: 23 marca 2018 - Wydawca: Nuclear Blast   | 2                 |
| Auri II - Those We Don't Speak Of | - Data: 1 września 2021 - Wydawca: Nuclear Blast |                   |

DVD muzyczne
| Tytuł    | Dane dot. albumu                      | Pozycja na liście |
| Tytuł    | Dane dot. albumu                      | FIN               |
| -------- | ------------------------------------- | ----------------- |
| Night 13 | - Data: 2017 - Wydawca: Nuclear Blast | –                 |